# Southampton (New York)
Southampton oder Town of Southampton ist eine Stadt im County Suffolk im Bundesstaat New York und liegt auf Long Island.
Bei der Volkszählung 2020 hatte der Ort 69.036 Einwohner. Southampton gehört zu einer Reihe von Küstenstädten, den Hamptons. Zu Southampton gehört das Hamlet und Census-designated place East Quogue in dem Laura Branigan starb.

## Persönlichkeiten
- Silas Halsey (1743–1832), Arzt und Politiker, Vertreter von New York im US-Repräsentantenhauses
- Nicoll Halsey (1782–1865), Jurist und Politiker, Vertreter von New York im US-Repräsentantenhauses
- Jehiel H. Halsey (1788–1867), Jurist und Politiker, Vertreter von New York im US-Repräsentantenhauses
- Mercator Cooper (1803–1872), Schiffskapitän
- Donald R. Griffin (1915–2003), Zoologe
- Jacqueline Kennedy Onassis (1929–1994), First Lady der USA
- Lee Radziwill (1933–2019), Innenarchitektin, Schauspielerin und Autorin
- Carl Yastrzemski (* 1939), Baseballspieler
- Mary Louise Cleave (1947–2023), Astronautin
- Carole Terry (* 1947), Musikerin und Musikpädagin
- Tim Bishop (* 1950), Politiker, Vertreter von New York im US-Repräsentantenhauses
- Joshua Bloch (* 1961), Software-Entwickler und Autor
- Cameron und Tyler Winklevoss (* 1981 als Zwillingsbrüder), Unternehmer, Risikokapitalgeber und Ruderer
- Paul Annacone (* 1963), Tennisspieler
- Jermain Hollman (* 1980), Schauspieler und Model
- Athanasios Polychronopoulos (* 1984), Pokerspieler